# 莫斯堡 (巴登-符腾堡州)
莫斯堡是德国巴登-符腾堡州的一个市镇。总面积1.86平方公里，总人口168人，其中男性80人，女性88人（2011年12月31日），人口密度90人/平方公里。